# Luiseño
Los luiseños son una tribu india de lengua uto-azteca del grupo shoshoni-tákico, que se llamaba Payomkawichum ('Pueblo del Oeste'), cuyo nombre procede de la misión de San Luis Rey de Francia.

## Localización
Vivían en un territorio al sur y este de Los Ángeles y al norte de San Diego, en California (EE. UU.). Actualmente ocupan las reservas y rancherías de La Jolla (8798 acres), Pala (12 333 acres), Pauma (5826 acres), Pechanga, Rincón (3918 acres), Soboba y Twenty-nine Palms, en California.

## Demografía
No se conoce su número antes de la llegada de los españoles. Su población en 1856 era de 2500 a 2800. En 1870 eran unos 1299, y en 1885 unos 1142. En 1970 había un millar en California. En 1980, según Asher, eran unos 1500 indios, de los cuales sólo 100 hablaban la lengua.
Según datos del BIA, en 1995 eran 418 en La Jolla (687 en el rol tribal), 838 en Pala (805 en el rol tribal), 108 en Pauma (132 en el rol tribal), 725 en Pechanga (1040 en el rol tribal), 432 en Rincón (651 en el rol tribal), 725 en Soboba (617 en el rol tribal) y 14 en Twenty Nine Palms.
Según el censo de 2000 eran 5565 individuos.

## Costumbres
Algunos vivían en la costa, donde pescaban y recolectaban moluscos, pero la mayoría vivía en las colinas, donde recolectaban semillas y frutos, o cazaban con arcos, flechas y cepos.
En verano iban desnudos, y las mujeres usaban un delantal que les cubría por delante y atrás. Vivían en poblados de cabañas semisubterráneas cubiertas de tierra.
Su organización social es poco conocida. Aparentemente eran grupos pequeños de parientes organizados en clanes o similares con funciones territoriales, políticas y económicas. Paralelamente, tenían sociedades religiosas cerradas, a las cuales pertenecían todos los miembros de la tribu, y que tenían funciones ceremoniales y políticas. Muchos grupos familiares tenían caudillos, y en algunas áreas había un jefe de caudillos.
Eran místicos, y la concepción de un dios grande y poderoso no les era conocida. En homenaje a su dios, Chungichnich, hacían toda una serie de ceremonias de iniciación a los jóvenes, algunas de las cuales precisaban el uso del alucinógeno estramonio, que inspiraba sueños de visiones sobrenaturales. La intoxicación era central en este culto.
También eran importantes las conmemoraciones de la muerte, así como pequeños ritos y danzas ceremoniales. También eran importantes los chamanes en la cura de enfermedades pero, por otro lado, tenían poca importancia ritual.
La vida de la aldea estaba controlada por la elite: noot (jefe hereditario), paxa’ (oficial de ceremonias), y puupulam (consejo del poblado), cuyos miembros eran ancianos que tenían ’ayelkwi (poder).

## Historia
No se conoce cuándo llegaron a la zona, pero los restos más antiguos son de Temacula (2700 a. C.). Hacia el siglo XVII tuvieron algunos contactos con los españoles, pero ofrecieron resistencia. Hasta 1769, con la expedición de Gaspar de Portolá en California, no fueron cristianizados. Se fundó la misión de San Luís Rey de Francia, de la cual proviene el nombre de la tribu. Los primeros estudios etnográficos sobre el grupo fueron realizados en torno a 1812 por el misionero Jerónimo Boscana y están recogidos en su obra "Chinigchinich".
Cuando en 1821 México se independizó de España, su territorio pasó a soberanía mexicana. Los mexicanos quemaron las misiones en 1834, provocando hambre y enfermedades.
Por el Tratado de Guadalupe-Hidalgo de 1848, todo el territorio californiano pasó a los EE. UU. Estos los pusieron bajo tutela del BIA, quien constituyó siete pequeñas reservas para ellos, donde viven hoy en día. En 1875, sin embargo, les expropiaron las granjas para internarlos en reservas. Aunque se dirigieron al presidente Ulysses S. Grant para que se las devolvieran, finalmente les arrebataron toda su tierra.
Desde 2001 se enseña la lengua luiseña en una escuela de Palomar, para un centenar de alumnos. El miembro más destacado de la tribu es el artista James Luna.